# One Chase Manhattan Plaza
One Chase Manhattan Plaza – wieżowiec w Nowym Jorku w Stanach Zjednoczonych. Ma prawie 248 metrów wysokości i 60 pięter. Jest to jeden z najwyższych budynków w mieście. Został zaprojektowany przez Skidmore, Owings & Merrill. Jego budowa zakończyła się w roku 1961, a rozpoczęła 28 stycznia 1956. Jest on wykorzystywany jako biurowiec.
Został wybudowany jako przedstawiciel stylu międzynarodowego w architekturze. Charakterystyczna jest biała fasada z czarnymi wzorami pod oknami. Zaprojektowany został przez Gordona Bunshafta ze Skidmore, Owings & Merrill. Budynek jest echem chicagowskiego biurowca Inland Steel Building. Do jego budowy użyto głównie szkła i stali. 
Ówczesny prezes Chase Manhattan Bank, David Rockefeller - późniejszy patriarcha rodziny Rockefellerów - był główną siłą napędową tej konstrukcji i doboru miejsca budowy. W dużej mierze przyczyną ulokowania go tutaj było to, że wiele korporacji przeniosło się w inne miejsce z dystryktu finansowego, a sam dystrykt opustoszał. One Chase Manhattan Plaza jest obecnie zajmowany przez następcę "Banku Rockefellera", JPMorgan Chase & Co. Koszt wzniesienia tego biurowca wyniósł ponad 120 mln dolarów. 
One Chase Manhattan Plaza był kilkakrotnie ważną częścią scenografii filmów, gier lub teledysków. Jednym z filmów jest Mirage z 1965 roku. Ponadto występuje w Fun To Be Had, teledysku Nitzera Ebba.